# Charis psaros
Charis psaros är en fjärilsart som beskrevs av Frederick DuCane Godman och Osbert Salvin 1886. Charis psaros ingår i släktet Charis och familjen Riodinidae. Inga underarter finns listade i Catalogue of Life.